# 岡谷インターチェンジ
岡谷インターチェンジ（おかやインターチェンジ）は、長野県岡谷市今井にある長野自動車道のインターチェンジである。岡谷市街の北端にある。

## 道路
- E19 長野自動車道（1番）

## 接続する路線
- 国道20号下諏訪岡谷バイパス (直結）
  - 国道20号旧道（甲州街道）
  - 国道142号（中山道、新和田トンネル有料道路）
    - ビーナスライン

## 料金所
- ブース数：8

### 入口
- ブース数：3
  - ETC専用：1
  - ETC・一般：1
  - 一般：1

### 出口
- ブース数：5
  - ETC専用：2
  - 一般：3

## 周辺
- 中央本線岡谷駅（最寄り）、下諏訪駅
- 塩尻峠
- 鳥居平やまびこ公園／プリンス&スカイラインミュウジアム
- 岡谷市役所
- 岡谷市文化会館
- 岡谷警察署
- 岡谷労働基準監督署
- 長野県岡谷工業高等学校
- 諏訪信用金庫本店営業部、今井支店
- ヤマト運輸岡谷長地センター
- フォレストモール岡谷
  - デリシア岡谷店
  - サンドラッグ岡谷店
- 諏訪湖、下諏訪温泉
- 諏訪大社下社春宮・秋宮
- 美ヶ原

## 岡谷バスストップ
岡谷バスストップは、岡谷IC出口付近にあるバス停留所である。岡谷ICの料金所を一旦出てバス専用道を走り、国道20号線沿いの停留所を経由して再度料金所から長野自動車道に戻る構造のため、岡谷ICと一般道とを結ぶバスは利用しない。

### 停車する路線
- 飯田 - 長野線（みすずハイウェイバス、伊那バス・信南交通・アルピコ交通）
川岸BS - 岡谷BS - みどり湖BS
- 松本 - 名古屋線（中央道高速バス、アルピコ交通・名鉄バス・名鉄観光バス）
辰野BS - 岡谷BS - みどり湖BS
- 長野 - 名古屋線（中央道高速バス、アルピコ交通・名鉄バス）
桃花台BS - 岡谷BS - みどり湖BS
- 松本 - 大阪（梅田）線 (アルペン松本号、アルピコ交通・阪急バス) (一部昼行便のみ）
京都深草BS - 岡谷BS - みどり湖BS
- 安曇野・松本 - 新宿線（トラビスジャパン）
バスタ新宿 - 岡谷BS - みどり湖BS
- 安曇野・松本 - 京都・大阪線（トラビスジャパン）
京都／梅田 - 岡谷BS - みどり湖BS

## 今井バス停
今井バス停は、岡谷IC近くの国道20号（旧・中山道）付近、今井新道にあるバス停留所である。前述の岡谷バスストップとは900mほどの距離がある。岡谷ICで長野道を乗降するバスのみが停車する。

### 停車する路線
- 上諏訪・岡谷 - 新宿線（中央高速バス、アルピコ交通・京王バス） ※岡谷駅経由上諏訪駅発着便のみ停車
有賀BS - 今井 - 岡谷市役所前
- 茅野・諏訪・岡谷 - 大阪（梅田）線（アルペン諏訪号、アルピコ交通）
辰野BS - 今井 - 岡谷市役所前

## 隣
E19 長野自動車道
(21) 岡谷JCT - (1) 岡谷IC - みどり湖PA - (2) 塩尻IC